# Seine einzige Liebe
Seine einzige Liebe ist eine vom österreichischen Regisseur Emmerich Hanus geschaffene Filmbiografie über den Komponisten Franz Schubert mit Franz Böheim in der Hauptrolle.

## Handlung
Österreich im frühen 19. Jahrhundert. Im Zentrum der Geschichte steht vor allem die frühe, unglückliche Liebe des jungen, genialen Komponisten Schubert zu Therese Grob, der gut ein Jahr jüngeren Tochter eines Lichtentaler Seidengeschäftinhabers. Franz Schuberts Zuneigung zu ihr ist sehr groß, doch die Umstände verhindern ein dauerhaftes Glück. Sie entscheidet sich zum Verzicht auf den von ihr bewunderten, großen Meister und heiratet einen anderen, um ihren finanziell darbenden Eltern geschäftlich zu helfen. Schwer leidgeprüft und mit einem letzten Schaffensschub stürzt sich Schubert, der einzigen Liebe (wie der Filmtitel zu insinuieren versucht) verlustig geworden, in seine kompositorische Arbeit, ehe ein früher Tod den 31-Jährigen mitten aus seiner kreativsten Phase reißt.

## Produktionsnotizen
Der mit bescheidensten finanziellen Mitteln gedrehte Streifen wurde am 18. November 1947 in Wien uraufgeführt. Angesichts der katastrophalen Besprechungen im Herkunftsland lief Seine einzige Liebe nie in deutschen Kinos.
Der Architekt Sepp Rothauer lieferte die Filmbauten.

## Kritiken
Die Kritik ließ an dieser Billigproduktion kein einziges ein gutes Haar, bemängelt wurde vor allem das einfallslose Drehbuch, das den Komponisten als stets leidendes, „armes Hascherl“ präsentiere. Nachfolgend vier Beispiele:
Österreichs Welt am Abend schrieb: “Die lichten Momente sind in diesem Erzeugnis nicht nur in der Photographie, sondern auch in jeder anderen Beziehung rar, und über der ganzen Angelegenheit schwebt der Unstern eines (wenn auch wackeren) Dilettantismus. (…) Regie ist halt doch das Wichtigste beim Film, das sieht man am deutlichsten bei danebengegangenen Streifen.”
Der Wiener Kurier mäkelte: “”Seine einzige Liebe“ verlängert die bereits stattliche Reihe österreichischer Filme um eine weitere Enttäuschung. (…) Wieder ist viel Material, Arbeit und guter Wille an einen untauglichen Stoff verschwendet worden. (…) …man ist deprimiert, weil die Passivität und die seelische Sterilität des Films jedes Mitfühlen verhindert”.
Die Österreichische Zeitung stieß ins selbe Horn. Hier war zu lesen: “Der Versuch, aus diesem Stoff einen sehenswerten Film zu machen, ist vollkommen gescheitert. Woran? Vor allem an der Unzulänglichkeit des Drehbuches …, das wohl das Billigste und Einfallsloseste ist, was man sich denken kann. Ebenso wenig zeigte sich der Regisseur des Films Emmerich Hanus seiner Aufgabe gewachsen. Auf sein Konto kommt es wohl, daß sonst so ausgezeichnete Schauspieler, wie Franz Böheim (als Schubert fehl am Platz) und Klaramaria Skala, nicht überzeugen konnten.”
Die Weltpresse schließlich kam zu folgendem Schluss: “Unsere großen österreichischen Komponisten und Dichter allesamt waren, auch wenn sie sich auf der Wanderung durch die Welt nicht so gefinkelt erwiesen haben wie die heute an ihnen schmarotzenden Librettisten, Drehbuchschuster, Regisseure und Filmproduzenten, deshalb noch lange nicht die armen Hascherln, Tschapperln und Tepperln, als die man sie uns zum Überdruß vorsetzt., sondern ebengewaltige Meister!”